# Paul Lancrenon
Marie-Paul Mathieu Lancrenon (Besançon, 26 luglio 1857 – Parigi, 10 luglio 1922) è stato un generale e fotografo francese.

## Biografia

### Studi e carriera militare
Nato in una famiglia di notabili di Besançon – suo padre era notaio – studiò all'École polytechnique, da dove uscì nel 1876. Poi frequentò la scuola di applicazione di artiglieria e ingegneria di Fontainebleau.
Nel 1881, fu integrato nel corpo di spedizione che prese parte alla marcia su Tunisi che portò alla costituzione del Protettorato francese in Tunisia.
Nel 1890, divenne ufficiale di Stato-Maggiore. Come colonnello, comandò nel 1914 il 2º Reggimento di artiglieria. Nel dicembre del 1914 fu nominato Brigadier generale e partecipò alla battaglia della Somme e Verdun. Fu promosso generale di divisione nel settembre 1917. Completò la sua carriera militare nel 1918 come assistente ispettore del territorio del Nord Africa. Fu poi sostituito per motivi di salute a causa di una malattia contrattata durante la guerra.

### Un viaggiatore e fotografo prolifico
Parallelamente alla sua carriera militare, Lancrenon conduce numerose spedizioni e viaggi, da cui riporta molti scatti fotografici. Numerose foto furono scattate in Bretagna dopo il suo matrimonio nel 1900, una regione di cui sua moglie era originaria.
Ma prima, concepì e costruì cinque canoe lunghe (perissoire), quattro delle quali realizzati da Alphonse Tellier, erano smontabili. Con una di esse, il "Vagabonde", nel 1882 mentre era capitano del 2º Reggimento di Pontonniers di Angers, ha fatto viaggi lungo la Loira, il Maine e il Sarthe.
Nel 1883 con il "Vagabonde II", Lancrenon discese la Saona e il Rodano, poi nel 1884 la Yonne e la Senna.
Nel luglio 1889, navigò il Danubio e pubblicò nel 1890 il racconto di questo viaggio sotto il titolo D'Ulm à Belgrade, 1500 kilomètres en périssoire che gli valse la proposta per la decorazione dell'Ordine delle Palme accademiche.
Nel 1891, durante un congedo di sei mesi, viaggiò per l'Europa; partì da Belfort in bicicletta e il suo viaggio lo portò fino in Russia a San Pietroburgo. A bordo del "Vagabonde III", discese il Volga. Nel viaggio di ritorno Lancrenon allungò ancora il viaggio e attraversò l'Azerbaigian, la Georgia, la Moldavia, la Romania e l'Austria.
Nel 1896 discese il corso del Reno superiore, del Danubio e del Volga col suo perissoire. Di questa spedizione pubblicò un libro sotto il titolo di Trois mille lieues à la pagaie, de la Seine à la Volga.
Viaggiò anche attraverso le Alpi per eseguire la ricognizione delle cime. Di queste spedizioni, ha pubblicato nel 1906 Impressions d'hiver dans les Alpes: De la mer bleue au Mont-Blanc. Viaggiò anche sui Pirenei nel 1907 dove fotografò i primi immigrati spagnoli che raggiungevano la Francia.
Lancrenon morì nel 1922 presso l'Hôpital d'instruction des armées du Val-de-Grâce, a causa di una malattia contratta al fronte. È stato dichiarato "mort pour la France" nel 1925.
Nel 1987, lo Stato ha acquisito il suo fondo fotografico "Lancrenon" composto da più di 4 000 fotografie per conservarlo nei propri archivi fotografici.
Nel 1987, il Port-Musée de Douarnenez acquisì "Vagabondo III ", e dopo averlo restaurato lo ha esposto a partire dal 2005.

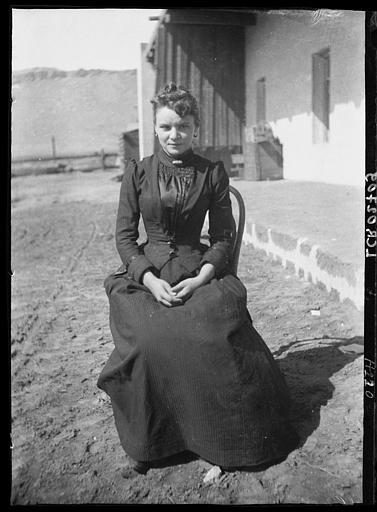
Azerbaigian. Foto di Mademoiselle Saintmarc